# Душан Макавеєв

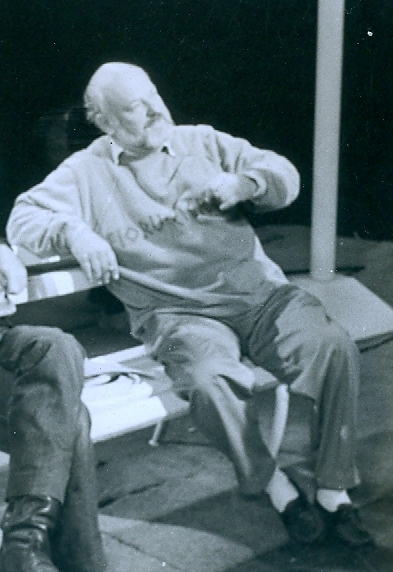
Дата народження 13 жовтня 1932
Місце народження Белград, Королівство Югославія
Дата смерті 25 січня 2019 (86 років)
Місце смерті Белград, Сербія
Громадянство Югославія
Сербія
Професія
кінорежисер, сценарист
Кар'єра 1953—1996
Нагороди
стипендія Гуггенхайма
IMDb ID 0538445

Душан Макавеєв (серб. Душан Макавејев, сербохорв. Dušan Makavejev; 13 октября 1932, Белград, Королівство Югославія — 25 января 2019, Белград, Сербія) — сербський, югославський кінорежисер і сценарист. Один із перших творців фільмів, які пізніше були названі критиками Югославської чорної хвилею (серб. Црні талас, англ. Yugoslav Black Wave).

## Біографія
Душан Макавеєв народився 1932 року в Белграді. Батько — югославський інженер-архітектор Сергій Маккавєєв (1944 року арештований СМЕРШем, подальша доля невідома), син військового інженера полковника Сергія Олександровича Маккавєєва, який емігрував з Російської імперії (1875—1937). У п'ятирічному віці побачив мультиплікаційний фільм «Білосніжка та сім гномів» The Walt Disney Company і, за власним зізнанням, назавжди захопився кінематографом [2]. Після закінчення середньої освіти вступив до Белградського університету, де вивчав психологію. Серед викладачів були фахівці старої німецької школи гештальтпсихології, зокрема соратники Зигмунда Фрейда. Саме там Душан Макавеєв вперше познайомився з роботами Еріха Фромма та Вільгельма Райха, які пізніше вплинуть на його творчість. 1955 року навчання в університеті було завершено.
Ще студентом Душан Макавеєв почав працювати як сценарист і режисера хронікально-документальних фільмів. Погляди молодого автора мали про-комуністичний, нерідко ортодоксальний характер [3]; назви його картин говорили за себе «Ілюстрована книга бджолярів», «Що таке Рада робітників?», «Парад 1962 року» і т. д. соціалізм натикалися на звинувачення у «перетрушуванні брудної білизни» та наклепі[4]. У середині 1960-х років йому довелося піти з кіно-документалістики.
У 1964 році Душан Макавеєв одружується з Бояною Маріян.

## Творча кар'єра

### «Людина не птах» (1965 рік)
Подальша творча доля, як передбачає сам режисер, склалася успішно завдяки, зокрема, економічної кризи у кінематографі США. Подорожчання процесів зйомок в Америці призвело до перенесення їх до Європи, переважно до Італії (явище спагеті-вестернів). Італія, своєю чергою, делегувала частина функцій у Югославію, де у сільське господарство збереглися великі популяції коней, робоча сила на будівництво декорацій була недорога і доступна, а уряд майже задарма надавало військовослужбовців як статистів для масових сцен. Югославські студії були завантажені замовленнями з-за кордону (у цей час, зокрема, відбувалися зйомки таких великих проєктів, як «55 днів у Пекіні» та «Кораблі вікінгів»), внаслідок чого у кінематографічному бюджеті утворилися вільні грошові ресурси, та кілька молодих режисерів отримали можливість фінансування зйомок повнометражних художніх проєктів.
Душан Макавеєв отримав оператора, художника-постановника, приміщення в кіностудії «Avala Film» і розпочав зйомки першого фільму «Людина не птах». Формально картина була виробничу драму, що містить романтичну інтригу одночасно з двома любовними трикутниками. Проте низка сцен і ситуацій пропонувала поглянути з іронією на соціальні, котрий іноді політичні реалії соціалістичної Югославії. Крім того, фільм містив відверту для свого часу сексуальну енергетику. Але результатами роботи молодої творчої групи чиновники, захоплені співпрацею з американськими студіями, мало цікавилися. «Посадовці були надто зайняті зйомками цього гігантського голлівудського фільму, що вони або не розуміли або не турбувалися про те, чим ми займаємося … А люди, які розуміли, що ми робимо, — любили нас».

### «Любовна історія або трагедія телефоністки» (1967)
За схожих обставин відбувалися зйомки наступного фільму — «Любовна історія або трагедія телефоністки» (на тлі романтичної історії збудований сюрреалістичний колаж: сексолог читає лекцію про стародавні фалічні культи, телевізійний диктор повідомляє дані про зростання популяції чорних щурів і успіх робить докладну доповідь за методами вбивства та труднощі при розчленуванні тіл). Макавеєв запросив дозвіл, йому запропонували написати сценарій. Він написав кілька сторінок напівабсурдного тексту. Не читаючи йому запропонували розширити до 24 сторінок. Режисер пішов у поліцейську дільницю та отримав інформацію про найгучніший випадок останніх днів — виявлення потопельниці, невідомої молодої жінки. Макавеєв описав цей випадок, розширивши «сценарій» до необхідного обсягу, і негайно розпочав зйомки. У творчий процес знову ніхто не втручався. Тільки після того, як фільм вийшов на екрани, був куплений для прокату в Німеччині, з'ясувалося, що офіційного дозволу на виробництво ніхто не давав. Але любителі та знавці кіно в усьому світі вже говорили про Макавеєва як про режисера, що подає великі надії, стиль якого багато хто порівнював з раннім Годаром, а іронію з гумором «коміка без посмішки» Бастера Кітона. Починаючий у той період критик Роджер Еберт так писав в 1969 про враження від «Любовної історії …»: «Проблема полягає в наступному: фільми Макавеєва просто не можуть бути зіставлені з великою частиною американської аудиторії. Я оцінюю, що як мінімум половина тих, хто купив квитки, вважали, що їх пограбували. І це сталося не тому, що Макавеєв надмірно інтелектуальний або щось інше, таке жахливе в цьому роді. Його фільми прямі, відверті, іноді грубі… Але, крім того, вони чуттєві та смішні. Ви повинні мати певний склад розуму, щоб оцінити гумор і точність Макавеєва. Вчора ввечері в кінотеатрі всього 20 людей були в захваті. Ми плакали від сміху, задихаючись і хрипучи, аплодували. Інші глядачі сиділи у повному мовчанні». Наприкінці 1960 років картина зайняла друге місце зі зборів від прокату в Югославії. Сам режисер припускає, що причиною цього є наявність сцен сексуального характеру.

### «Невинність без захисту» (1968)
Зйомки третього фільму знову розпочали за аналогічних обставин відсутності цензурного контролю. Після першої картини, яка була прийнята успішно, колеги попереджали Душана Макавеєва: другий фільм очікує на провал, все, що режисери-початківці можуть сказати глядачеві, вони висловлюють у першій роботі. З «Любовною історією…» такого не сталося, її демонстрували поза конкурсом на кількох міжнародних фестивалях. Але під час підготовки до третьої стрічки Макавеєв зазнав певної творчої кризи та вирішив знімати документальний фільм. Він розмістив оголошення в газетах про пошук людей з екстраординарними психічними та фізичними можливостями. Прийшли тисячі відповідей, але «перша половина була від ковтачів вогню, а друга — від людей, здатних утримувати футбольний м'яч на голові протягом тривалого часу» [2]. Тоді режисер вирішив дослідити фільм, про який усі чули, але практично ніхто не бачив. Під час німецької окупації сербський спортсмен та акробат Драголюб Алексич зняв аматорський фільм «Невинність без захисту» (сербохорв. Nevinost bez zastite). Навіть обмежений прокат приніс йому певний дохід. Однак після війни, під час масового переслідування ділків, які розбагатіли на спекуляціях із продуктами та співпраці з нацистами, Алексич не став афішувати свій фільм та отримані від нього доходи.
Душан Макавеєв розшукав автора та стрічку і на її основі створив повнометражний документальний фільм, включивши туди записи своїх бесід з Алексічем. Ця робота стала однією з найуспішніших у творчості режисера. Вона отримала два призи на кінофестивалі у Берліні, демонструвалася на кіноконкурсах у Мексиці, США, Балканських країнах; було куплено для прокату югославським телебаченням.
1970 року Душан Макавеєв був запрошений членом журі Берлінського кінофестивалю. Прямий і волелюбний митець відмовився дотримуватися заздалегідь спланованого результату політизованого кіно-конкурсу і відкрив журналістам усі відомі результати[6]. У результаті більшість учасників зняли свої фільми з програмних показів, а фестиваль практично був зірваний.

### «W. R. Таємниці організму» (1971)
Четвертий повнометражний фільм Душана Макавеєва югославського періоду творчості — «W. R. Містерії організму» (або «W. R. Таємниці організму»), — є, безумовно, найвідомішою та обговорюваною з його робіт. Ініціали W. R. належать Вільгельму Райху — австрійському психологу, одному з основоположників неофрейдизму, прихильнику скасування репресивної моралі та запровадження широкої статевої освіти. Ідеї Райха зацікавили режисера під час навчання в університеті. Трагічна доля екстравагантного вченого в період його американської еміграції зі значною часткою художньої вигадки була покладена в основу фільму.
Картина із захопленням була прийнята міжнародними кінокритиками, включена до програми навчання більшості університетів із кінознавчими факультетами[3], отримала кілька фестивальних нагород.
Кінематографічне дослідження теорії про оргонічну енергію супроводжувалося, у тому числі відвертими сценами демонстрації статевих актів. Крім того, головній героїні, яка була втілювальницею ідей життя і любові, протистояв радянський фігурист з ім'ям Володимир Ілліч. Фільм був оголошений порнографічним, а режисер — руйнівником моральних підвалин, ворогом держави, «порнографом-антирадником». До показу картину було заборонено (вперше в Югославії вийшла лише через 16 років). Одного дня 1973 року Душан Макавеєв випадково виявив, що болти кріплення коліс з його автомобілі підпилені. Побоюючись подальшої помсти влади, він негайно емігрував до Франції.